# Jaroslav Borkovec

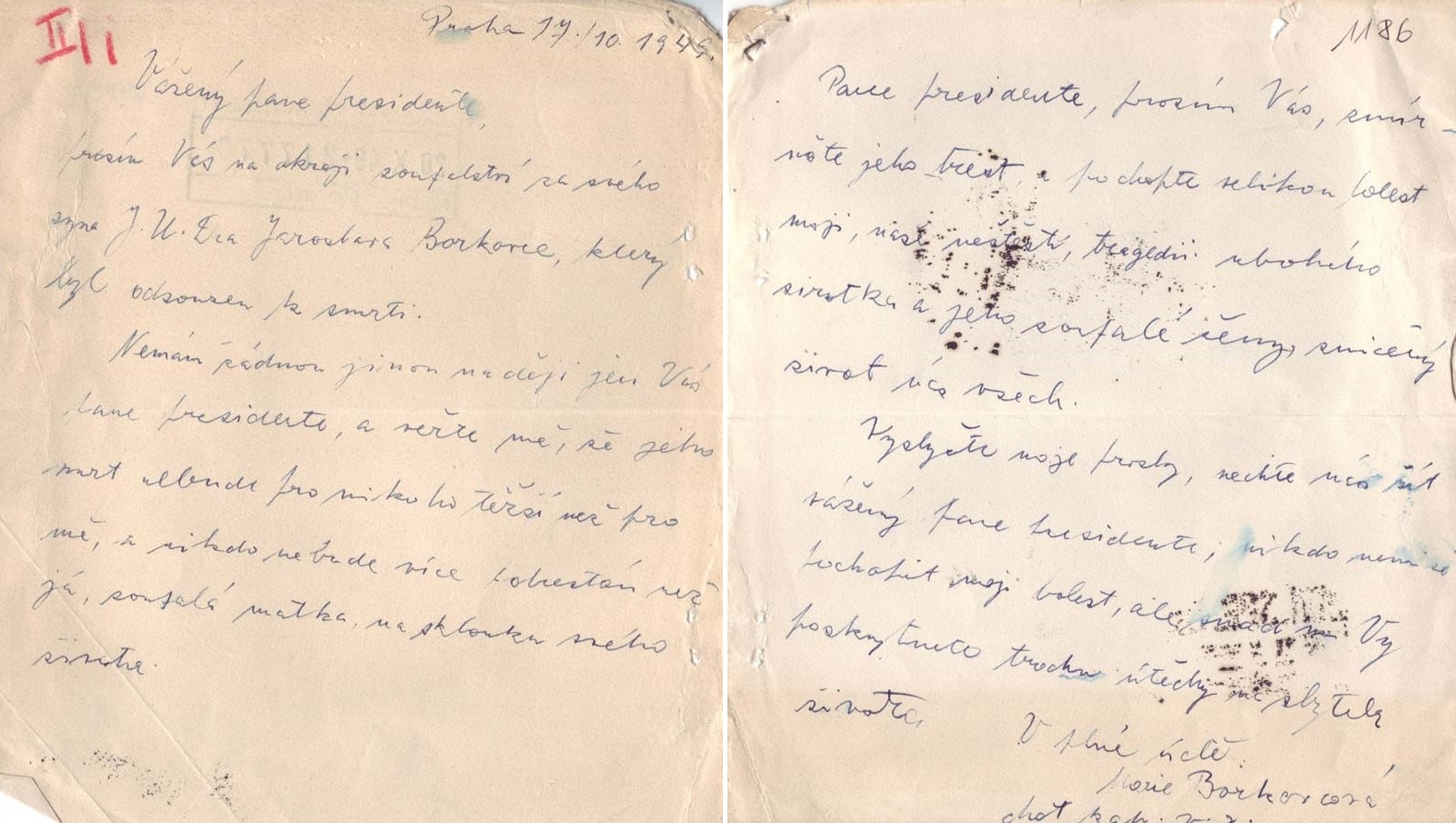
Žádost Borkovcovy matky o prezidentskou milost (17. října 1949)

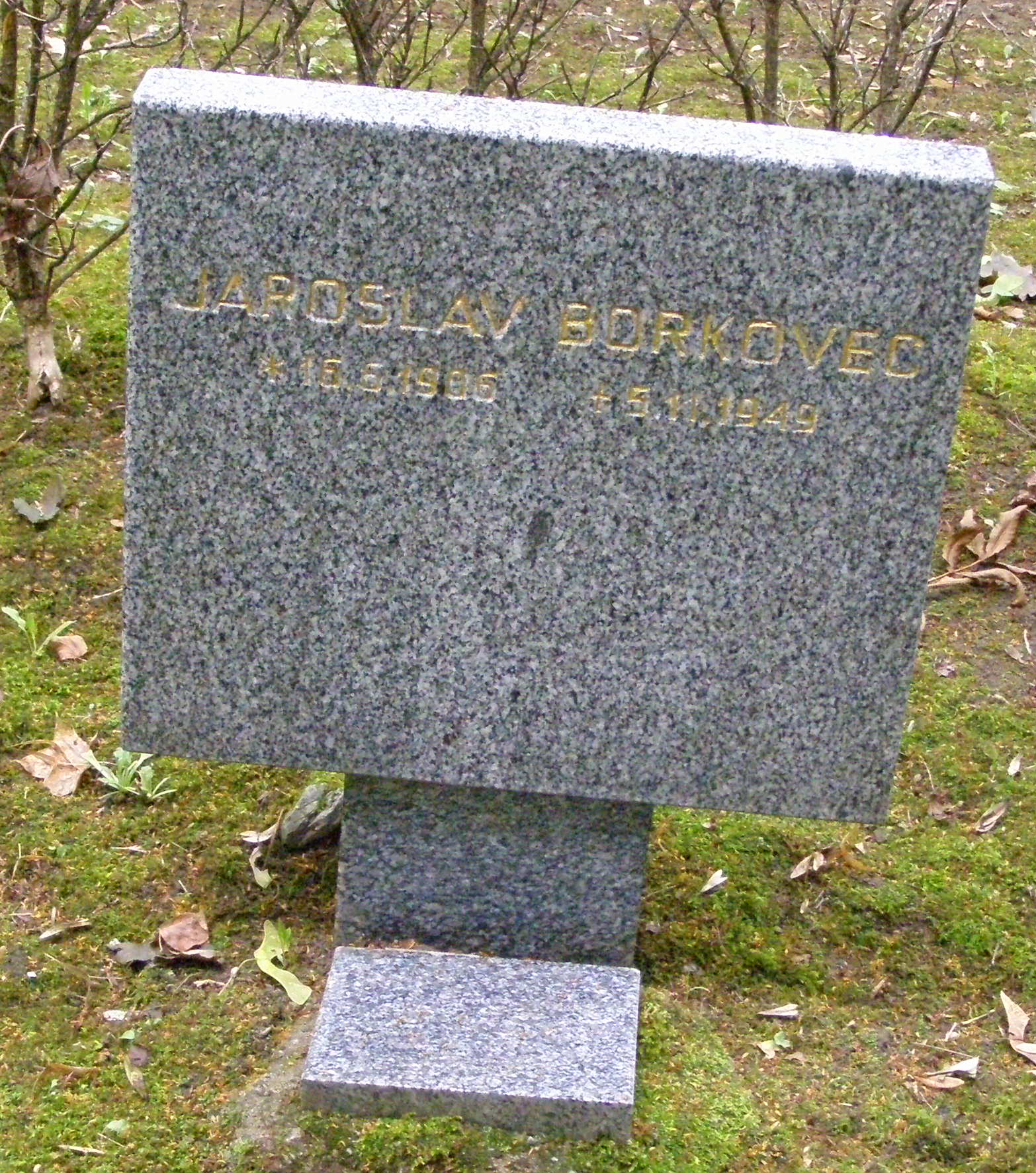
Symbolický hrob na Čestném pohřebišti popravených a umučených z padesátých let (III. odboj) na Ďáblickém hřbitově v Praze

Jaroslav Borkovec (16. června 1906 Jaroměř – 5. listopadu 1949 Věznice Pankrác) byl český úředník, veřejný činitel a pražský radní, protinacistický a protikomunistický odbojář. Za Druhé světové války vyvíjel podzemní agitační a zpravodajskou činnost, nacistickým režimem byl i vězněn. Po komunistickém převratu byl pro protikomunistické smýšlení sledován StB a nakonec za protistátní činnost (tzv. Prokešův puč) po vykonstruovaném procesu odsouzen za velezradu a popraven.

## Život

### Mládí
Narodil se 16. června 1906 v Jaroměři, jeho otec byl kapitánem československé armády. Roku 1925 dokončil studia na píseckém gymnáziu, poté absolvoval abiturientský kurz a začal pracovat jako úředník v továrně na žárovky. Zaměstnání po roce změnil na pracovníka Úrazové pojišťovny. Byl politicky činný, roku 1938 byl zvolen pražským radním za Československou národní demokracii. Zároveň začal studovat právo na Univerzitě Karlově, ale kvůli válce studia nedokončil. Působil ve vedení mládežnických organizací Mladé národní sjednocení a Mladá národní jednota.

### Protektorát
Po příchodu okupantů se spolu s hnutím Národní hnutí pracující mládeže zapojil do odboje. Stále byl pražským radním, což mu částečně usnadňovalo jeho činnost - šířil ilegální tiskoviny a udržoval kontakty důležité pro odboj. V květnu 1940 byl ale zatčen a na tři roky uvězněn. Většinu trestu si odpykal v káznici ve Waldheimu. Během věznění ochrnul na pravou ruku. Po propuštění roku 1943 se znovu zapojil do odbojové činnosti, ve které mu významně pomáhal jeho bratr Zdeněk, který měl jakožto kriminalista přístup k informacím o německých okupačních složkách (stav zbraní a střeliva, poměry v jejich strukturách atd.). V květnu 1945 se stal členem Revolučního národního výboru.

### Třetí republika
V září 1945 se oženil a z manželství se poté narodila dcera. Krátce znovu pracoval v Úrazové pojišťovně, ale pro ochrnutou ruku odešel a začal pracovat v advokátní kanceláři Václava Havelky. Po válce se už politicky neangažoval, pouze byl členem Revolučního odborového hnutí, Svazu bojovníků za svobodu a jednatelem a předsedou plaveckého odboru SK Slavia.
Dne 7. 3. 1947 mu byla prezidentem republiky udělena Československá vojenská medaile za zásluhy I. stupně za „uznání vynikajících vojenských činů mimo boj“.

### Komunismus asmrt
V prosinci 1948 byl zatčen a vyslýchán Státní bezpečností pro údajné reakcionářství a intervence na ministerstvu vnitra, nakonec byl ale po dvou měsících propuštěn.
Podruhé už Borkovec takové štěstí neměl. V rámci akce Květa byl v brzkých ranních hodinách dne 16. května 1949 byl zatčen a obviněn z protistátní činnosti (tzv. Prokešův puč). Není jasné, jak velká byla jeho role v připravovaném převratu, ale dle komunistických orgánů měl být jeho hlavním ideologem a po převratu měl prý zajistit sestavení nové vlády a stát se jejím předsedou.
Hlavní přelíčení se konalo ve dnech 25. – 30.  července 1949. Jaroslav Borkovec byl s několika dalšími údajnými strůjci převratu ve vykonstruovaném procesu odsouzen k trestu smrti. Odvolal se, ale byl zamítnut. Spolu s dalšími odbojáři Josefem Charvátem, Emanuelem Čančíkem, Vratislavem Jandou, Vratislavem Polesným a Květoslavem Prokešem byl 5. listopad 1949 v pankrácké věznici popraven.
Je pohřben na čestném pohřebišti politických vězňů na Ďáblickém hřbitově.